# Poecilopsis thetis
Poecilopsis thetis là một loài bướm đêm trong họ Geometridae.